# Federația Croată de Fotbal
Federația Croată de Fotbal (croată Hrvatski nogometni savez, HNS) este forul conducător al fotbalului croat. Organizează următoarele competiții:
- Prva HNL (Prima Ligă Croată)
- Druga HNL (A Doua Ligă Croată)
- Treća HNL (A Treia Ligă Croată)

1. ↑  „History - Croatian Football Federation”. hns-cff.hr. Accesat în 12 februarie 2018.